# Astomatia
Astomatia es un grupo de protistas del filo Ciliophora encontrados comúnmente en el intestino de los anélidos, especialmente Oligochaeta, y en otros invertebrados. Como su nombre indica, estos parásitos se caracterizan por la ausencia de boca. La célula está cubierta por cilios uniformes. Algunas especies se fijan a sus huéspedes mediante ventosas, mientras que otros disponen de ganchos o púas.
La reproducción asexual es por fisión transversal. En algunos casos, se forman cadenas de individuos por fisiones repetidas sin separación de las células. También presentan reproducción sexual por conjugación. Géneros representativos son Cepedietta, que vive en el sistema digestivo de los anfibios, y Radiophrya.
- Datos: Q4810926
- Especies: Astomatida